# Страх и ненависть
«Страх и ненависть» — шестой студийный альбом в дискографии группы «Тараканы!».

## Об альбоме
Альбом записывался на студии «Добролёт» в Санкт-Петербурге в ноябре 2001 года. Все песни были записаны вживую, как на репетициях в течение четырёх дней. Первые две смены были посвящены записи инструментов, а в остальное время записывался вокал солиста Дмитрия Спирина.
Презентация альбома прошла 7 марта 2002 года в московском клубе «Точка». По итогам 2002 года песня «Я смотрю на них» заняла 10 место в финальном хит-параде радиостанции «Наше радио» «Чартова дюжина». Это позволило группе принять участие в первом фестивале «Чартова дюжина» в ДС «Лужники» 8 февраля 2003 года.

## Список композиций
1. «FM молчит» — 2:19
2. «Я не верю» — 2:23
3. «Я смотрю на них» — 3:08
4. «Промокампания» — 2:08
5. «Реальный панк?» — 2:22
6. «Как в третий Quake» — 2:01
7. «Летом» — 2:21
8. «Кто-то другой» — 2:16
9. «Я тебя люблю (купи мой альбом)» — 2:38
10. «Когда я куплю себе пистолет?» — 1:35
11. «Письмо к Бритни» — 2:45
12. «Русский рок» — 3:06
13. «Сашенька» — 4:26
14. «Житель столицы» — 2:12
15. «Оставайся 16-летней» — 2:50

### Бонус-трек на коллекционном издании
1. «Реальный панк?» feat. Чача — 2:22

### Бонус-треки на переиздании 2016 года
1. «Реальный панк?» feat. Чача — 2:21
2. «Реальный панк?» (Demo) — 2:40
3. «Я не верю» (Demo) — 2:36
4. «Когда я куплю себе пистолет?» (Demo) — 1:38

## Музыканты
- Дмитрий Спирин — вокал
- Дмитрий Кежватов — гитара, бэк-вокал
- Алексей Соловьёв — бас-гитара
- Сергей Прокофьев — барабаны

## Позиции в чартах

### «Я смотрю на них»
| Год  | Чарт             | Место |
| ---- | ---------------- | ----- |
| 2002 | «Чартова дюжина» | 10    |